# Světový pohár v rychlobruslení 2019/2020
Světový pohár v rychlobruslení 2019/2020 byl 35. ročník Světového poháru v rychlobruslení. Konal se v období od 15. listopadu 2019 do 8. března 2020. Soutěž byla organizována Mezinárodní bruslařskou unií (ISU).
První čtyři mítinky sloužily jako kvalifikace pro Mistrovství Evropy, Mistrovství čtyř kontinentů a pro světové šampionáty (na jednotlivých tratích, sprinterský a vícebojařský).
Na jednom mítinku byla jako ukázková disciplína předvedena smíšená štafeta.

## Kalendář
| Místo               | Datum                  | 500 m | 1000 m | 1500 m | 3 km/5 km | 5 km/10 km | hromadný start | týmový sprint | stíhací závod | smíšená štafeta1 |
| ------------------- | ---------------------- | ----- | ------ | ------ | --------- | ---------- | -------------- | ------------- | ------------- | ---------------- |
| Minsk               | 15.–17. listopadu 2019 | 1×    | 1×     | 1×     | 1×        |            | 1×             | 1×            |               |                  |
| Tomaszów Mazowiecki | 22.–24. listopadu 2019 | 1×    |        | 1×     | 1×        |            | 1×             | 1×            | 1×            |                  |
| Nur-Sultan          | 6.–8. prosince 2019    | 1×    | 1×     | 1×     |           | 1×         |                | 1×            | 1×            |                  |
| Nagano              | 13.–15. prosince 2019  | 2×    | 1×     |        | 1×        |            | 1×             | 1×            | 1×            |                  |
| Calgary             | 7.–8. února 2020       | 1×    | 1×     | 1×     | 1×        |            |                |               |               |                  |
| Heerenveen          | 7.–8. března 2020      | 2×    | 1×     | 1×     | 1×        |            | 1×             |               |               | 1×               |

1 pouze ukázková disciplína

## Výsledky – muži

### 500 m
| Místo               | 1. místo        | Čas       | 2. místo         | Čas       | 3. místo              | Čas       |
| ------------------- | --------------- | --------- | ---------------- | --------- | --------------------- | --------- |
| Minsk               | Kim Čun-ho      | 34,87     | Kao Tching-jü    | 34,91 (3) | Dai Dai N'tab         | 34,91 (6) |
| Tomaszów Mazowiecki | Tacuja Šinhama  | 34,73 (2) | Júma Murakami    | 34,73 (4) | Laurent Dubreuil      | 34,97     |
| Nur-Sultan          | Viktor Muštakov | 34,63     | Ruslan Murašov   | 34,64     | Alex Boisvert-Lacroix | 34,73     |
| Nagano 1            | Júma Murakami   | 34,58     | Tacuja Šinhama   | 34,67     | Pavel Kuližnikov      | 34,73     |
| Nagano 2            | Viktor Muštakov | 34,50     | Pavel Kuližnikov | 34,52     | Júma Murakami         | 34,54     |
| Calgary             | Ruslan Murašov  | 34,04     | Pavel Kuližnikov | 34,05     | Viktor Muštakov       | 34,06     |
| Heerenveen 1        | Tacuja Šinhama  | 34,31     | Laurent Dubreuil | 34,41 (6) | Kim Čun-ho            | 34,41 (8) |
| Heerenveen 2        | Tacuja Šinhama  | 34,07     | Laurent Dubreuil | 34,30     | Jamato Macui          | 34,36     |
|                     |                 |           |                  |           |                       |           |
| Celkové pořadí      | Tacuja Šinhama  | 483 bodů  | Viktor Muštakov  | 433 bodů  | Laurent Dubreuil      | 420 bodů  |

### 1000 m
| Místo          | 1. místo         | Čas      | 2. místo         | Čas         | 3. místo         | Čas         |
| -------------- | ---------------- | -------- | ---------------- | ----------- | ---------------- | ----------- |
| Minsk          | Thomas Krol      | 1:09,00  | Ning Čung-jen    | 1:09,22     | Kjeld Nuis       | 1:09,27     |
| Nur-Sultan     | Thomas Krol      | 1:08,42  | Kjeld Nuis       | 1:08,53     | Kai Verbij       | 1:08,81     |
| Nagano         | Pavel Kuližnikov | 1:08,45  | Kai Verbij       | 1:08,67     | Hein Otterspeer  | 1:08,95     |
| Calgary        | Pavel Kuližnikov | 1:06,49  | Thomas Krol      | 1:07,01 (7) | Kjeld Nuis       | 1:07,01 (9) |
| Heerenveen     | Thomas Krol      | 1:07,85  | Laurent Dubreuil | 1:08,11     | Kai Verbij       | 1:08,13     |
|                |                  |          |                  |             |                  |             |
| Celkové pořadí | Thomas Krol      | 294 bodů | Kai Verbij       | 272 bodů    | Laurent Dubreuil | 251 bodů    |

### 1500 m
| Místo               | 1. místo      | Čas      | 2. místo      | Čas      | 3. místo      | Čas      |
| ------------------- | ------------- | -------- | ------------- | -------- | ------------- | -------- |
| Minsk               | Kjeld Nuis    | 1:46,22  | Denis Juskov  | 1:46,45  | Thomas Krol   | 1:46,49  |
| Tomaszów Mazowiecki | Thomas Krol   | 1:45,76  | Kjeld Nuis    | 1:45,96  | Denis Juskov  | 1:46,28  |
| Nur-Sultan          | Ning Čung-jen | 1:44,91  | Patrick Roest | 1:45,08  | Kjeld Nuis    | 1:45,21  |
| Calgary             | Denis Juskov  | 1:43,23  | Ning Čung-jen | 1:43,26  | Joey Mantia   | 1:43,74  |
| Heerenveen          | Kjeld Nuis    | 1:43,00  | Thomas Krol   | 1:43,30  | Patrick Roest | 1:44,00  |
|                     |               |          |               |          |               |          |
| Celkové pořadí      | Kjeld Nuis    | 282 bodů | Ning Čung-jen | 266 bodů | Thomas Krol   | 259 bodů |

### 5000 m/10 000 m
| Místo               | Disciplína     | 1. místo         | Čas      | 2. místo         | Čas      | 3. místo           | Čas      |
| ------------------- | -------------- | ---------------- | -------- | ---------------- | -------- | ------------------ | -------- |
| Minsk               | 05000 m        | Patrick Roest    | 6:16,61  | Jorrit Bergsma   | 6:22,29  | Denis Juskov       | 6:22,54  |
| Tomaszów Mazowiecki | 05000 m        | Patrick Roest    | 6:19,38  | Danila Semerikov | 6:20,46  | Denis Juskov       | 6:24,30  |
| Nur-Sultan          | 10 000 m       | Patrick Roest    | 12:59,44 | Danila Semerikov | 13:02,43 | Graeme Fish        | 13:04,25 |
| Nagano              | 05000 m        | Danila Semerikov | 6:18,60  | Peter Michael    | 6:18,69  | Alexandr Rumjancev | 6:19,66  |
| Calgary             | 05000 m        | Patrick Roest    | 6:07,40  | Ted-Jan Bloemen  | 6:07,42  | Graeme Fish        | 6:10,58  |
| Heerenveen          | 05000 m        | Patrick Roest    | 6:11,15  | Graeme Fish      | 6:12,83  | Ted-Jan Bloemen    | 6:13,72  |
|                     |                |                  |          |                  |          |                    |          |
| Celkové pořadí      | Celkové pořadí | Patrick Roest    | 360 bodů | Danila Semerikov | 323 bodů | Graeme Fish        | 306 bodů |

### Závod s hromadným startem
| Místo               | 1. místo       | Sprint. body (čas) | 2. místo       | Sprint. body (čas) | 3. místo         | Sprint. body (čas) |
| ------------------- | -------------- | ------------------ | -------------- | ------------------ | ---------------- | ------------------ |
| Minsk               | Jorrit Bergsma | 62 b. (7:50,36)    | Čong Če-won    | 40 b. (7:50,88)    | Om Čchon-ho      | 20 b. (7:50,96)    |
| Tomaszów Mazowiecki | Joey Mantia    | 60 b. (7:45,10)    | Jorrit Bergsma | 40 b. (7:45,31)    | Arjan Stroetinga | 20 b. (7:45,37)    |
| Nagano              | Jordan Belchos | 61 b. (7:53,99)    | Joey Mantia    | 40 b. (7:54,67)    | Bart Swings      | 21 b. (7:54,82)    |
| Heerenveen          | Čong Če-won    | 60 b. (7:47,06)    | Bart Swings    | 40 b. (7:47,12)    | Joey Mantia      | 20 b. (7:47,19)    |
|                     |                |                    |                |                    |                  |                    |
| Celkové pořadí      | Bart Swings    | 570 bodů           | Joey Mantia    | 569 bodů           | Čong Če-won      | 462 bodů           |

### Týmový sprint
| Místo               | 1. místo                                            | Čas      | 2. místo                                                           | Čas      | 3. místo                                                           | Čas      |
| ------------------- | --------------------------------------------------- | -------- | ------------------------------------------------------------------ | -------- | ------------------------------------------------------------------ | -------- |
| Minsk               | Nizozemsko Ronald Mulder Kai Verbij Kjeld Nuis      | 1:21,16  | Čína Wang Š’-wej Lien C'-wen Ning Čung-jen                         | 1:21,32  | Kanada Gilmore Junio Laurent Dubreuil David La Rue                 | 1:21,68  |
| Tomaszów Mazowiecki | Nizozemsko Ronald Mulder Kjeld Nuis Thomas Krol     | 1:20,06  | Čína Wang Š’-wej Lien C'-wen Ning Čung-jen                         | 1:20,84  | Kanada Laurent Dubreuil David La Rue Alex Boisvert-Lacroix         | 1:20,96  |
| Nur-Sultan          | Nizozemsko Ronald Mulder Kai Verbij Thomas Krol     | 1:19,95  | Norsko Håvard Holmefjord Lorentzen Bjørn Magnussen Odin By Farstad | 1:20,30  | Švýcarsko Livio Wenger Christian Oberbichler Oliver Grob           | 1:22,16  |
| Nagano              | Rusko Pavel Kuližnikov Ruslan Murašov Arťom Arefjev | 1:20,13  | Japonsko Júma Murakami Tacuja Šinhama Masaja Jamada                | 1:20,84  | Kanada Alex Boisvert-Lacroix Antoine Gélinas-Beaulieu David La Rue | 1:20,97  |
|                     |                                                     |          |                                                                    |          |                                                                    |          |
| Celkové pořadí      | Nizozemsko                                          | 440 bodů | Švýcarsko                                                          | 316 bodů | Kazachstán                                                         | 290 bodů |

### Stíhací závod družstev
| Místo               | 1. místo                                                  | Čas      | 2. místo                                              | Čas      | 3. místo                                                  | Čas      |
| ------------------- | --------------------------------------------------------- | -------- | ----------------------------------------------------- | -------- | --------------------------------------------------------- | -------- |
| Tomaszów Mazowiecki | Nizozemsko Douwe de Vries Patrick Roest Marcel Bosker     | 3:45,68  | Japonsko Riku Cučija Seitaró Ičinohe Shane Williamson | 3:46,72  | Rusko Alexandr Rumjancev Danila Semerikov Ruslan Zacharov | 3:47,28  |
| Nur-Sultan          | Itálie Andrea Giovannini Nicola Tumolero Michele Malfatti | 3:46,31  | Kanada Ted-Jan Bloemen Jordan Belchos Tyson Langelaar | 3:47,66  | Rusko Danila Semerikov Ruslan Zacharov Daniil Aldoškin    | 3:48,26  |
| Nagano              | Rusko Alexandr Rumjancev Danila Semerikov Ruslan Zacharov | 3:42,93  | Japonsko Riku Cučija Seitaró Ičinohe Shane Williamson | 3:42,99  | Kanada Ted-Jan Bloemen Jordan Belchos Tyson Langelaar     | 3:44,87  |
|                     |                                                           |          |                                                       |          |                                                           |          |
| Celkové pořadí      | Rusko                                                     | 312 bodů | Japonsko                                              | 302 bodů | Kanada                                                    | 290 bodů |

## Výsledky – ženy

### 500 m
| Místo               | 1. místo            | Čas      | 2. místo            | Čas      | 3. místo          | Čas      | Příp. další česká účast        | Čas     |
| ------------------- | ------------------- | -------- | ------------------- | -------- | ----------------- | -------- | ------------------------------ | ------- |
| Minsk               | Olga Fatkulinová    | 37,92    | Darja Kačanovová    | 37,94    | Nao Kodairaová    | 38,17    | 14. (div. B) Nikola Zdráhalová | 39,67   |
| Tomaszów Mazowiecki | Nao Kodairaová      | 37,77    | Olga Fatkulinová    | 37,97    | Darja Kačanovová  | 38,08    | 14. (div. B) Nikola Zdráhalová | 39,83   |
| Nur-Sultan          | Angelina Golikovová | 37,58    | Darja Kačanovová    | 37,60    | Nao Kodairaová    | 37,72    | 10. (div. B) Nikola Zdráhalová | 39,40   |
| Nagano 1            | Nao Kodairaová      | 37,49    | Angelina Golikovová | 37,51    | Vanessa Herzogová | 37,65    | 15. (div. B) Nikola Zdráhalová | 39,50   |
| Nagano 2            | Angelina Golikovová | 37,24    | Vanessa Herzogová   | 37,45    | Nao Kodairaová    | 37,50    | 2. (div. B) Nikola Zdráhalová  | 38,90   |
| Calgary             | Nao Kodairaová      | 36,65    | Angelina Golikovová | 36,78    | Vanessa Herzogová | 37,08    | 20. Nikola Zdráhalová          | 39,02   |
| Heerenveen 1        | Vanessa Herzogová   | 37,31    | Olga Fatkulinová    | 37,34    | Nao Kodairaová    | 37,39    | —                              | —       |
| Heerenveen 2        | Angelina Golikovová | 37,02    | Nao Kodairaová      | 37,19    | Vanessa Herzogová | 37,25    | —                              | —       |
|                     |                     |          |                     |          |                   |          |                                |         |
| Celkové pořadí      | Nao Kodairaová      | 528 bodů | Angelina Golikovová | 504 bodů | Olga Fatkulinová  | 474 bodů | 29. Nikola Zdráhalová          | 76 bodů |

### 1000 m
| Místo          | 1. místo         | Čas      | 2. místo           | Čas      | 3. místo              | Čas      | Příp. další česká účast        | Čas     |
| -------------- | ---------------- | -------- | ------------------ | -------- | --------------------- | -------- | ------------------------------ | ------- |
| Minsk          | Brittany Boweová | 1:15,35  | Jorien ter Morsová | 1:15,95  | Jekatěrina Šichovová  | 1:15,96  | 10. (div. B) Nikola Zdráhalová | 1:18,71 |
| Nur-Sultan     | Brittany Boweová | 1:14,28  | Darja Kačanovová   | 1:14,75  | Olga Fatkulinová      | 1:15,09  | —                              | —       |
| Nagano         | Brittany Boweová | 1:14,34  | Miho Takagiová     | 1:14,89  | Sanneke de Neelingová | 1:14,89  | 1. (div. B) Nikola Zdráhalová  | 1:16,22 |
| Calgary        | Nao Kodairaová   | 1:12,65  | Olga Fatkulinová   | 1:12,80  | Jekatěrina Šichovová  | 1:12,84  | 17. Nikola Zdráhalová          | 1:15,54 |
| Heerenveen     | Jutta Leerdamová | 1:13,69  | Brittany Boweová   | 1:13,98  | Nao Kodairaová        | 1:13,99  | —                              | —       |
|                |                  |          |                    |          |                       |          |                                |         |
| Celkové pořadí | Brittany Boweová | 326 bodů | Nao Kodairaová     | 256 bodů | Olga Fatkulinová      | 242 bodů | 27. Nikola Zdráhalová          | 65 bodů |

### 1500 m
| Místo               | 1. místo          | Čas      | 2. místo             | Čas      | 3. místo              | Čas      | Příp. další česká účast                             | Čas              |
| ------------------- | ----------------- | -------- | -------------------- | -------- | --------------------- | -------- | --------------------------------------------------- | ---------------- |
| Minsk               | Ireen Wüstová     | 1:56,46  | Jekatěrina Šichovová | 1:56,86  | Brittany Boweová      | 1:57,25  | 19. Martina Sáblíková 2. (div. B) Nikola Zdráhalová | 2:01,89 1:59,77  |
| Tomaszów Mazowiecki | Ireen Wüstová     | 1:56,62  | Miho Takagiová       | 1:57,17  | Jevgenija Lalenkovová | 1:57,28  | 14. Nikola Zdráhalová                               | 1:59,33          |
| Nur-Sultan          | Ivanie Blondinová | 1:55,59  | Ireen Wüstová        | 1:55,88  | Brittany Boweová      | 1:55,96  | 11. Nikola Zdráhalová 1. (div. B) Martina Sáblíková | 1:58,41 1:57,50  |
| Calgary             | Miho Takagiová    | 1:50,33  | Ivanie Blondinová    | 1:51,76  | Ireen Wüstová         | 1:51,99  | 11. Martina Sáblíková 14. Nikola Zdráhalová         | 1:54,51 1:55,27  |
| Heerenveen          | Ireen Wüstová     | 1:53,10  | Miho Takagiová       | 1:53,27  | Melissa Wijfjeová     | 1:54,69  | 12. Nikola Zdráhalová                               | 1:57,57          |
|                     |                   |          |                      |          |                       |          |                                                     |                  |
| Celkové pořadí      | Ireen Wüstová     | 342 bodů | Miho Takagiová       | 260 bodů | Jevgenija Lalenkovová | 260 bodů | 11. Nikola Zdráhalová 20. Martina Sáblíková         | 166 bodů 82 bodů |

### 3000 m/5000 m
| Místo               | Disciplína     | 1. místo              | Čas      | 2. místo               | Čas      | 3. místo              | Čas      | Příp. další česká účast                            | Čas             |
| ------------------- | -------------- | --------------------- | -------- | ---------------------- | -------- | --------------------- | -------- | -------------------------------------------------- | --------------- |
| Minsk               | 3000 m         | Isabelle Weidemannová | 4:04,67  | Carlijn Achtereekteová | 4:05,15  | Ivanie Blondinová     | 4:06,08  | 4. Martina Sáblíková 2. (div. B) Nikola Zdráhalová | 4:06,40 4:10,74 |
| Tomaszów Mazowiecki | 3000 m         | Martina Sáblíková     | 4:06,13  | Carlijn Achtereekteová | 4:06,28  | Natalja Voroninová    | 4:06,61  | 14. Nikola Zdráhalová                              | 4:12,51         |
| Nur-Sultan          | 5000 m         | Ivanie Blondinová     | 6:54,94  | Martina Sáblíková      | 6:54,99  | Isabelle Weidemannová | 6:55,80  | 12. Nikola Zdráhalová                              | 7:22,96         |
| Nagano              | 3000 m         | Ivanie Blondinová     | 4:00,24  | Martina Sáblíková      | 4:01,97  | Isabelle Weidemannová | 4:03,05  | 9. Nikola Zdráhalová                               | 4:08,23         |
| Calgary             | 3000 m         | Martina Sáblíková     | 3:54,93  | Antoinette de Jongová  | 3:56,18  | Natalja Voroninová    | 3:56,57  | 13. Nikola Zdráhalová                              | 4:07,63         |
| Heerenveen          | 3000 m         | Isabelle Weidemannová | 3:59,75  | Antoinette de Jongová  | 4:00,03  | Natalja Voroninová    | 4:01,33  | 4. Martina Sáblíková 12. Nikola Zdráhalová         | 4:02,13 4:10,53 |
|                     |                |                       |          |                        |          |                       |          |                                                    |                 |
| Celkové pořadí      | Celkové pořadí | Martina Sáblíková     | 357 bodů | Isabelle Weidemannová  | 353 bodů | Ivanie Blondinová     | 314 bodů | 12. Nikola Zdráhalová                              | 202 bodů        |

### Závod s hromadným startem
| Místo               | 1. místo          | Sprint. body (čas) | 2. místo          | Sprint. body (čas) | 3. místo                    | Sprint. body (čas) | Příp. další česká účast    | Sprint. body (čas) |
| ------------------- | ----------------- | ------------------ | ----------------- | ------------------ | --------------------------- | ------------------ | -------------------------- | ------------------ |
| Minsk               | Ivanie Blondinová | 60 b. (8:22,63)    | Irene Schoutenová | 40 b. (8:22,71)    | Francesca Lollobrigidová    | 20 b. (8:23,57)    | – (SMF2) Nikola Zdráhalová | DNS                |
| Tomaszów Mazowiecki | Irene Schoutenová | 61 b. (9:03,26)    | Ivanie Blondinová | 42 b. (9:03,41)    | Nana Takagiová              | 20 b. (9:03,43)    | —                          | —                  |
| Nagano              | Ivanie Blondinová | 61 b. (8:26,44)    | Nana Takagiová    | 40 b. (8:26,57)    | Mia Kilburgová-Manganellová | 20 b. (8:27,35)    | —                          | —                  |
| Heerenveen          | Melissa Wijfjeová | 66 b. (8:11,74)    | Marina Zujevová   | 45 b. (8:12,54)    | Irene Schoutenová           | 20 b. (8:30,63)    | —                          | —                  |
|                     |                   |                    |                   |                    |                             |                    |                            |                    |
| Celkové pořadí      | Ivanie Blondinová | 548 bodů           | Irene Schoutenová | 492 bodů           | Nana Takagiová              | 442 bodů           | 33. Nikola Zdráhalová      | 0 bodů             |

### Týmový sprint
| Místo               | 1. místo                                                              | Čas      | 2. místo                                                              | Čas      | 3. místo                                                     | Čas      |
| ------------------- | --------------------------------------------------------------------- | -------- | --------------------------------------------------------------------- | -------- | ------------------------------------------------------------ | -------- |
| Minsk               | Nizozemsko Michelle de Jongová Jutta Leerdamová Letitia de Jongová    | 1:29,23  | Rusko Irina Kuzněcovová Angelina Golikovová Olga Fatkulinová          | 1:29,95  | Japonsko Maki Cudžiová Arisa Goová Konami Sogaová            | 1:30,08  |
| Tomaszów Mazowiecki | Rusko Angelina Golikovová Olga Fatkulinová Darja Kačanovová           | 1:27,65  | Nizozemsko Michelle de Jongová Jutta Leerdamová Sanneke de Neelingová | 1:29,34  | Japonsko Maki Cudžiová Arisa Goová Konami Sogaová            | 1:29,65  |
| Nur-Sultan          | Nizozemsko Letitia de Jongová Jutta Leerdamová Michelle de Jongová    | 1:27,95  | Rusko Angelina Golikovová Darja Kačanovová Irina Kuzněcovová          | 1:29,70  | Polsko Kaja Ziomeková Andżelika Wójciková Karolina Bosieková | 1:30,09  |
| Nagano              | Nizozemsko Sanneke de Neelingová Dione Voskampová Michelle de Jongová | 1:28,05  | Rusko Olga Fatkulinová Angelina Golikovová Darja Kačanovová           | 1:29,11  | Japonsko Maki Cudžiová Arisa Goová Konami Sogaová            | 1:29,26  |
|                     |                                                                       |          |                                                                       |          |                                                              |          |
| Celkové pořadí      | Nizozemsko                                                            | 468 bodů | Rusko                                                                 | 444 bodů | Čína                                                         | 338 bodů |

### Stíhací závod družstev
| Místo               | 1. místo                                                             | Čas      | 2. místo                                                          | Čas      | 3. místo                                                             | Čas      |
| ------------------- | -------------------------------------------------------------------- | -------- | ----------------------------------------------------------------- | -------- | -------------------------------------------------------------------- | -------- |
| Tomaszów Mazowiecki | Rusko Jevgenija Lalenkovová Jelizaveta Kazelinová Natalja Voroninová | 3:02,76  | Nizozemsko Ireen Wüstová Antoinette de Jongová Melissa Wijfjeová  | 3:02,88  | Kanada Ivanie Blondinová Isabelle Weidemannová Valérie Maltaisová    | 3:03,72  |
| Nur-Sultan          | Kanada Ivanie Blondinová Isabelle Weidemannová Valérie Maltaisová    | 3:00,24  | Nizozemsko Ireen Wüstová Antoinette de Jongová Melissa Wijfjeová  | 3:02,88  | Rusko Natalja Voroninová Jelizaveta Kazelinová Jevgenija Lalenkovová | 3:04,34  |
| Nagano              | Japonsko Miho Takagiová Nana Takagiová Ajano Satóová                 | 2:56,37  | Kanada Ivanie Blondinová Isabelle Weidemannová Valérie Maltaisová | 2:57,81  | Rusko Natalja Voroninová Jelizaveta Kazelinová Jevgenija Lalenkovová | 3:02,39  |
|                     |                                                                      |          |                                                                   |          |                                                                      |          |
| Celkové pořadí      | Kanada                                                               | 324 bodů | Rusko                                                             | 312 bodů | Nizozemsko                                                           | 302 bodů |